# MySims Kingdom
MySims Kingdom è un videogioco uscito per console Nintendo Wii e Nintendo DS, in cui il giocatore crea il proprio alter ego (sempre in grafica da MySims) e tramite delle particolari magie, dette pergamene, può aiutare il re, chiamato Re Rolando, a rendere nuovamente il suo regno un posto migliore.

## Trama
Il giocatore viene convinto dai suoi due amici a partecipare ad una gara per diventare bacchettiere del regno, una carica molto importante alla corte di Re Rolando. Questa gara rappresenta il tutorial, dove al giocatore vengono mostrate le fondamenta del gioco (come costruire una casa o scuotere gli alberi). Una volta finito il tutorial, si viene nominati bacchettieri reali e si deve andare in giro per il regno ad aiutare i suoi abitanti, insieme ai due compagni d'avventura. Ci sono 11 isole nelle quali si può andare (Graziosia, Spettralia, Scogliera del razzo, Isola capitale, Parco naturale di Renee, Frontiera dei Cowboy, Candyfesta, Foresta degli elfi, L'isola mancante, L'accademia reale e L'isola Ignazio) più una che si sblocca alla fine del gioco, che si chiama Isola di (nome del giocatore). In quest'isola il giocatore ha grande spazio per costruire il suo castello personale.

## Pergamene
Le pergamene sono degli oggetti che servono a sbloccare poteri extra della bacchetta del giocatore, come ad esempio la Pergamena Solare sblocca il pannello solare. Certe pergamene sono necessarie per andare avanti nel gioco, mentre altre sono facoltative e sta al giocatore decidere se completarle o meno. Le pergamene possono sbloccare uno o più oggetti e il giocatore può usarli per soddisfare alcuni incarichi. Le pergamene si possono trovare negli scrigni nascosti, pescando o con il metaldetector. Le pergamene obbligatorie per avanzare nel gioco vengono date dagli stessi sim che ne hanno bisogno.

## Mana
Il mana è l'energia che alimenta la bacchetta del giocatore, permettendogli di costruire. Senza mana non si può costruire nulla. Il mana si trova ovunque, nei tesori nascosti, sottoterra, e cresce perfino sugli alberi. La compagna di viaggio del giocatore, Linsday, può trasformare le essenze in mana. Ogni essenza ha il suo valore in mana.